# Dunkin’ Donuts
Dunkin’ Donuts ist eine US-amerikanische Schnellrestaurantkette, die als Hauptprodukte Kaffee und Donuts anbietet und über 11.000 Standorte in 40 Ländern betreibt.

## Geschichte
Dunkin’ Donuts wurde 1950 von dem Amerikaner William Rosenberg (1916–2002) gegründet. Das erste Restaurant wurde in Quincy, Massachusetts eröffnet.
Seit 1955 wird Dunkin’ Donuts als Franchiseunternehmen geführt. Weltweit gibt es ca. 20.500 Restaurants (Stand: Januar 2022) in 36 Ländern, davon über 8.000 in den USA und über 3.200 weitere in Nord- und Südamerika, Europa, Asien, Afrika sowie Neuseeland. In Australien eröffnete die Kette Filialen in den 1980er Jahren, aber Ende der 2000er Jahre wurden alle wieder geschlossen.
Ab 2018 begann die Kette in den USA mit einem Rebranding, um die Filialen für die junge Generation attraktiver zu machen. Aus dem Namen wird „Donuts“ gestrichen. Außerdem wurden die Geschmackssorten reduziert. In den bereits modernisierten Filialen können die Kunden die Produkte über ihr Smartphone bestellen und an einem Pick-up-Tresen abholen.
Die erste deutsche Dunkin’-Donuts-Filiale eröffnete 1999 in Berlin.
Seit 2020 gehört Dunkin’ wie auch sein Schwesterunternehmen Baskin-Robbins zur Unternehmensgruppe Inspire Brands, die wiederum mehrheitlich dem Private-Equity-Investor Roark Capital gehört.

## Filialen in Deutschland

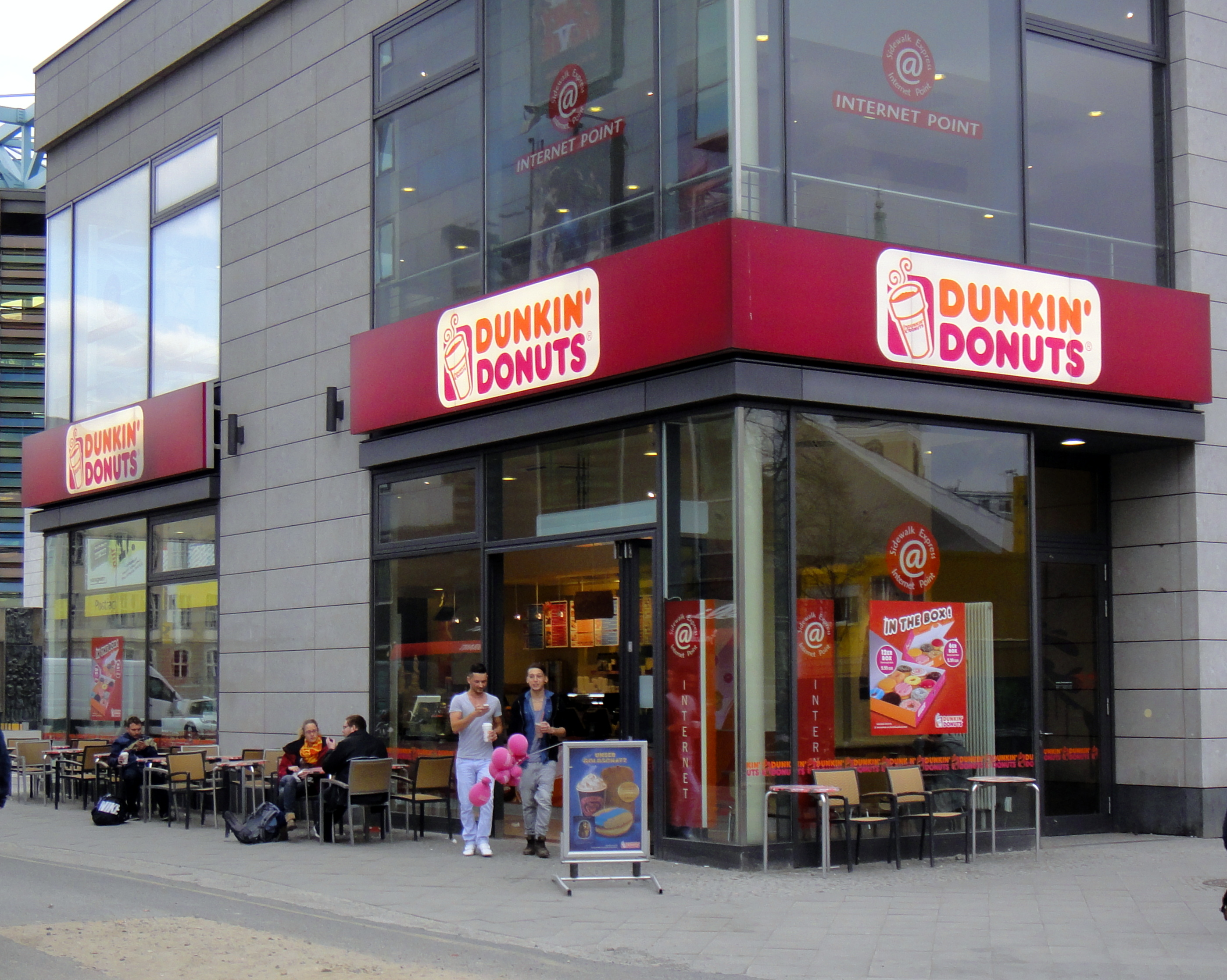
Dunkin’-Donuts-Filiale am Alexanderplatz in Berlin

In Deutschland ist die Dunkin' Brands Deutschland GmbH mit Sitz in Frankfurt am Main und dem Geschäftsführer Paul Carbone Franchisegeber.
Am 3. August 2017 wurde bekannt, dass zwei der Franchisenehmer, die „S&C International Deutschland GmbH“ und die „Will Coffee GmbH“, Insolvenz anmelden mussten. Als Grund wurde ein Rückgang der Kundschaft an Bahnhöfen aufgrund des Fernbusverkehrs genannt, wo sich ein Großteil der Filialen befindet, sowie der eingeführte Mindestlohn.
Im Dezember 2019 konnte auf dem von der Insolvenz betroffenen Expansionsgebiet wieder eine neue Filiale eröffnen. Sie befindet sich im Leipziger Paunsdorf Center und firmiert bereits unter der neuen Marke DUNKIN.
Im Januar 2022 bestanden insgesamt 66 Filialen, davon 17 in Berlin, 15 in Bayern und 12 in Nordrhein-Westfalen.
Im November 2022 wurde in Hennigsdorf die 100. Filiale in Deutschland eröffnet. Damit ist Dunkin’ deutschlandweit in 43 Städten und auf neun amerikanischen Militärbasen vertreten.
Franchisenehmer in Deutschland:
- S&C International Deutschland GmbH mit Sitz in Berlin-Charlottenburg, Inhaber der Franchise-Lizenz für Berlin und Sachsen.[11]
- Dunkin’ Donuts Hamburg GmbH und Donuts Good Times GmbH, beide mit Sitz in Ronnenberg-Empelde, Inhaber der Franchise-Lizenz für Hamburg, Niedersachsen und Bremen.[12][13]
- Will Coffee GmbH mit Sitz in Mülheim an der Ruhr, Inhaber der Franchise-Lizenz für Nordrhein-Westfalen.[14]
- Headz System GmbH mit Sitz in Maintal-Dörnigheim, Inhaber der Franchise-Lizenz für Hessen.[15]
- MB Donuts GmbH mit Sitz in Trier, gehört zur Berger Group, Inhaber der Franchise-Lizenz für Rheinland-Pfalz.[16]
- Bee Busy GmbH mit Sitz in Stuttgart, Inhaber der Franchise-Lizenz für Baden-Württemberg.[17]
- DBS System GmbH mit Sitz in Neuendettelsau, Inhaber der Franchise-Lizenz für Bayern.[18]

## Filialen in Österreich
Ende des Jahres 2014 wurden zwei Filialen in Österreich eröffnet. Im März 2016 eröffnete die erste Filiale in Oberösterreich (in der Plus City). Mit 2. Juni 2016 wurde bekannt, dass der Franchisenehmer, die M&D Restaurant Development GmbH, Insolvenz beantragt hat. Das Ziel, pro Standort 3000 Donuts pro Tag zu verkaufen, wurde nicht erreicht. Nachdem die Gläubiger einem Sanierungsplan zugestimmt hatten, wurden in der Folge umsatzschwache Filialen geschlossen und neue Filialen an frequenzstärkeren Orten eröffnet.
Mittlerweile (Stand April 2025) existieren in Österreich insgesamt 25 Filialen, die sich größtenteils in Einkaufszentren befinden.

## Filialen in der Schweiz
Am 22. September 2015 gab Dunkin' Donuts bekannt, auch Filialen in der Schweiz eröffnen zu wollen. Lizenzinhaber ist die Schweizer Firma PRS Restaurants AG. Hinter dieser Firma stecken die drei Jungunternehmer Robin Lauber, Sebastian Homann und Yves Schmid, sowie die zwei erfahrenen Unternehmer Roland Zanotelli und Paul Nagel, welche bereits als Immobilien- und Einzelhandels-Entwickler erfolgreich tätig sind.
Am 1. März 2016 wurde die erste Filiale in Basel eröffnet, gefolgt von der zweiten Filiale im August 2016 in Bern. Derzeit (Stand: Mai 2020) existieren 12 Filialen in der Schweiz.

## Produkte

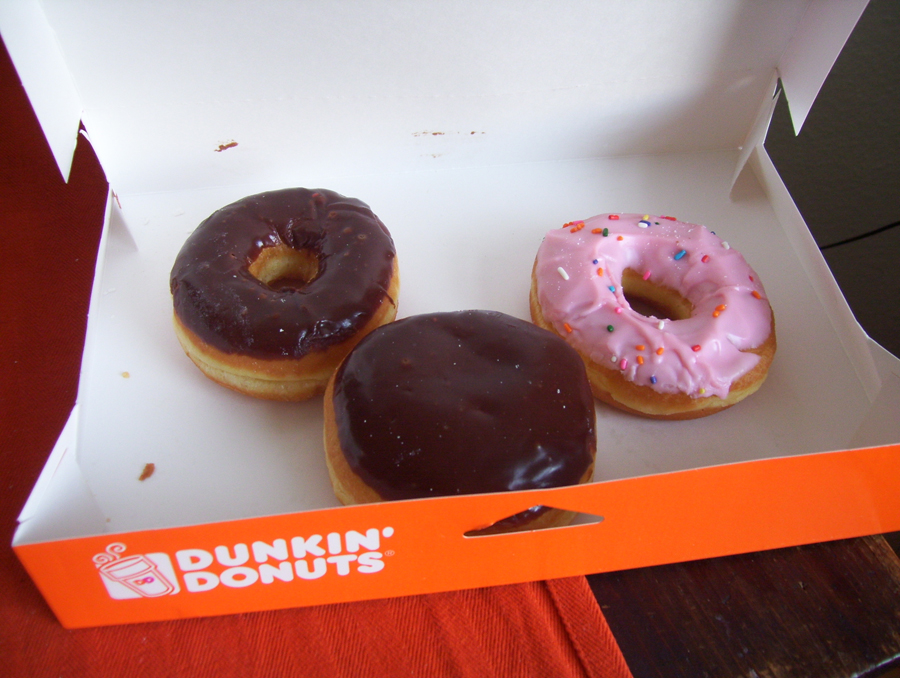
Verschiedene Donuts

Die Filialen haben nahezu identische Sortimente. Feste Bestandteile sind vorwiegend verschiedene glasierte und gefüllte Donuts, aber auch anderes Gebäck, darunter Bagels, Croissants, Brownies, Muffins und Kaffeespezialitäten.
Zudem gibt es in jeder Filiale Donuts der Saison.
Dunkin’ führt seit den frühen 2000er Jahren limitierte Valentinstags-Menüs ein, die in der Regel von Ende Januar bis Mitte Februar verfügbar sind. Das Menü 2025 umfasste herzförmige Donuts wie den Cupid’s Choice (mit Bavarian-Kreme-Füllung und Erdbeerglasur) und Brownie Batter (mit Schokoladen-Brownie-Teig-Buttercreme), dazu saisonale Getränke wie den Brownie Batter Latte und Pink Velvet Macchiato. Die Produkte waren mit herzförmigen Streuseln verziert, und die Kette bot eine limitierte Kollektion von Merchandise-Artikeln in Zusammenarbeit mit der Künstlerin Corey Paige Designs an. Die Preise für die Donuts lagen bei unter 1,50 US-Dollar, was der preisbewussten Ausrichtung der Kette entsprach.
Neben Dunkin’ Donuts betreibt die Dunkin’ Donuts Inc. „Baskin-Robbins“. Der Jahresumsatz belief sich im Jahr 2015 auf 10,1 Mrd. US-Dollar.

## Geschäftszahlen
Neben Dunkin’ Donuts betreibt die Dunkin’ Donuts Inc. „Baskin-Robbins“. Der Jahresumsatz belief sich im Jahr 2015 auf 10,1 Mrd. US-Dollar.